# Gau Niederschlesien
Il Gau Niederschlesien fu una divisione amministrativa della Germania nazista dal 1941 al 1945 nella provincia prussiana della Bassa Slesia. Il Gau fu creato quando il Gau Slesia fu suddiviso nella Bassa Slesia e nell'Alta Slesia nel 1941. La maggioranza del Gau diventò poi parte della Polonia dopo la Seconda guerra mondiale, con piccole regioni nella zona più occidentale che divennero parte della futura Repubblica Democratica Tedesca.

## Storia
Il sistema Gau nazista fu originariamente istituito in una conferenza del partito il 22 maggio 1926, al fine di migliorare l'amministrazione della struttura del partito. Dal 1933 in poi, dopo la presa del potere nazista, il Gaue sostituì sempre più gli stati tedeschi come suddivisioni amministrative in Germania. 
Alla testa di ogni Gau c'era un Gauleiter, una posizione che divenne sempre più potente, soprattutto dopo lo scoppio della seconda guerra mondiale, con poche interferenze dall'alto. I Gauleiter locali detenevano spesso posizioni di governo e di partito ed erano responsabili, tra le altre cose, della propaganda, della sorveglianza e, dal settembre 1944 in poi, del Volkssturm e della difesa del Gau. 
La posizione di Gauleiter nella Bassa Slesia fu tenuta da Karl Hanke per tutta la breve storia del Gau. [3][4] Il 29 aprile 1945, Hitler, nel suo testamento politico, nominò Hanke ultimo Reichsführer-SS e capo della polizia tedesca, sostituendo Heinrich Himmler. Hanke che evacuò la capitale del Gau troppo tardi e, per lungo tempo, rifiutò la sua resa durante l'assedio di Breslavia fuggì poco prima della resa di Breslavia il 6 maggio 1945. Hanke fu ucciso dai partigiani cechi dopo essere stato catturato e aver tentato la fuga. 
Il campo di concentramento di Gross-Rosen si trovava nella Bassa Slesia Gau. Dei 140.000 prigionieri che furono inviati al campo, 40.000 perirono.

## Gauleiter
I Gauleiter del Gau Mosellandː
- Karl Hanke - dal gennaio 1941 al maggio 1945.